# 田﨑竜太
田﨑 竜太（たさき りゅうた、1964年4月19日 - ）は、日本の映画監督。主に特撮テレビドラマ作品の監督・演出家。
東京都出身。早稲田大学第一文学部卒業。

## 来歴
1987年、『仮面ライダーBLACK』の主役オーディションに書類整理のアルバイトで参加した際に、東映プロデューサーの堀長文に助監督をやりたいと相談し、大学在籍中に『仮面ライダーBLACK』にてサード助監督として関わり、キャリアをスタート。その続編となる『仮面ライダーBLACK RX』ではセカンド助監督、テレビドラマシリーズ『HOTEL』でも助監督を務める。それらの作品では松井昇や岩原直樹がチーフの助監督を務めており、以降松井や岩原の下で東映特撮作品の現場で助監督として長く師事する。
1993年よりスーパー戦隊シリーズの『五星戦隊ダイレンジャー』の現場に参加し渡辺勝也、竹本昇と各話交代でチーフ助監督を担当。その翌年の『忍者戦隊カクレンジャー』よりほぼ単独でチーフ助監督とキャリアを重ねていき、1995年、早稲田大学の先輩である東映プロデューサーの髙寺成紀の推挙により『超力戦隊オーレンジャー』の第39話「皇子決闘に死す」で本編の監督デビュー。その翌年には髙寺がチーフプロデューサーを務める『激走戦隊カーレンジャー』で早くもローテーション監督に定着。続く『電磁戦隊メガレンジャー』でも重要回を数多く采配したのち、1998年スタート『星獣戦隊ギンガマン』で初のメイン監督を務める。その後、同シリーズの英語版ローカライズ作品であるパワーレンジャーシリーズの制作側が、東映に監督の貸し出しを要望していることを知り、参加を希望。同シリーズのプロデューサー、ジョナサン・ヅァクワーの招聘で、1999年1月に渡米。同シリーズに2年携わったあと2000年10月に帰国。2001年、『仮面ライダーアギト』より仮面ライダーシリーズに監督として復帰、『仮面ライダー555』まで3年連続でメイン監督としてシリーズに関わり劇場版の演出も手掛けた。その後『美少女戦士セーラームーン』を経て、子供向け特撮番組から離れ、オリジナルのSFドラマ『Sh15uya』を監督した。
2006年、初めて東映の手を離れて手がけた監督作品『小さき勇者たち〜ガメラ〜』が公開。その後『仮面ライダーカブト』でOP演出&サード監督として仮面ライダーシリーズに3年ぶりに復帰、『仮面ライダー電王』から2010年スタートの『仮面ライダーオーズ/OOO』まで5作連続でパイロット演出を担当。また2010年には『星屑たちのfootage（フッテージ）』で舞台の初演出を務めた。2012年には『非公認戦隊アキバレンジャー』のメイン監督を経て、スペシャルドラマ『特捜最前線×プレイガール 2012』シリーズの演出を一手に担当した。2013年は『非公認戦隊アキバレンジャーシーズン痛』『仮面ライダー鎧武/ガイム』の2作品でパイロットを手掛ける傍ら、『科捜研の女』や舞台演出、映画を2本手掛ける。
2018年は『仮面ライダージオウ』にて前年の『仮面ライダービルド』から引き続きパイロットを手掛け、平成仮面ライダーシリーズでは最後のパイロット監督を務めた人物となった。翌年には1年間のレギュラー放送が決まった『科捜研の女』へ参加のため第28話を最後にテレビシリーズを離れたが、その傍らで同年夏に公開された『劇場版 仮面ライダージオウ Over Quartzer』で監督を務めた。2020年には『魔進戦隊キラメイジャー』にて『星獣戦隊ギンガマン』以来、約22年ぶりにスーパー戦隊シリーズに参加。翌年の『機界戦隊ゼンカイジャー』においてはテレビシリーズでは仮面ライダーシリーズを含めて初のセカンドパイロットを担当し、同年夏に公開された仮面ライダー50周年とスーパー戦隊45周年を記念したクロスオーバー映画『セイバー+ゼンカイジャー スーパーヒーロー戦記』で監督を務め、2022年には『暴太郎戦隊ドンブラザーズ』のパイロット監督を務める。

## エピソード
- 早稲田大学在学中には特撮ファンサークル「怪獣同盟」に所属し、髙寺成紀は先輩、塚田英明は後輩に当たる。
- メイン監督を初めて務めたのは『星獣戦隊ギンガマン』だが、前年度の『電磁戦隊メガレンジャー』においても、通常パイロット監督が手掛けることの多いオープニング・エンディング演出を代行しつつ、新ロボ・新戦士登場編や地方ロケ編を担当するなどメイン監督に近い役割を担っている。[独自研究?]
- 東條昭平や諸田敏ほどではないが田﨑自身もカメオ出演したことがある。『美少女戦士セーラームーン』の「Special Act」編で主人公の父親役として登場している。テレビシリーズでは父親の姿はなかったものの、その回での終盤のみに登場し、主人公の結婚式場で泣きながら感激する姿が確認できる。
- 特撮ヒーロー作品の世界観の違いを「ウルトラマンはきれいな箱に入った上質なお菓子、仮面ライダーは人工甘味料や着色料の入った駄菓子」と例えている[7]。

## 作風
- 撮影プランの立て方は、事前にイメージを固めてもコンテの画に引っ張られてしまい、撮影の状況も日を追う毎に変わってくるため、なるべくギリギリに決めるという形を心掛けている[8]。
- 平成仮面ライダーシリーズでは切断描写や流血描写が禁じられているが、『仮面ライダー電王』では砂、『仮面ライダーオーズ/OOO』ではメダル、『仮面ライダー鎧武/ガイム』では果汁など代替となるものが飛び散る描写を取り入れている[9]。

## パイロット監督として
「年間を通じて第3・4話を演出するのが一番難しい」とまで主張している。そのため『仮面ライダーW』で諸田敏が演出した第3・4話を見て「見事な第3-4話を作り上げた諸田さんはすごい。パイロットを崩して、さらに面白くした」と感服したという。
- 小笠原猛も「第3・4話はいろんな皺寄せがくるから面倒なんだよ」と田﨑と同じような意見を雑誌インタビューで述べている[要文献特定詳細情報]。しかし反面辻野正人監督のように「第3・4話よりそりゃパイロットのほうが難しいですよ」と答える監督もおり、この問題に関しては各人によって見解は分かれる模様である。因みに田﨑はテレビシリーズではセカンドパイロットを担当したことは1度もないが[注釈 1]、ネット配信の『仮面ライダーアマゾンズ』シーズン1、2共に3・4話を担当している。

## 作品

### テレビドラマ

#### 連続
太字はパイロット担当作品。
- スーパー戦隊シリーズ（東映・東映AG・テレビ朝日）
  - 超力戦隊オーレンジャー（1995年 - 1996年）[注釈 2]
  - 激走戦隊カーレンジャー（1996年）[注釈 3]
  - 電磁戦隊メガレンジャー（1997年）[注釈 4]
  - 星獣戦隊ギンガマン（1998年 - 1999年）
  - 魔進戦隊キラメイジャー（2020年）
  - 機界戦隊ゼンカイジャー（2021年 - 2022年）[11]
  - 暴太郎戦隊ドンブラザーズ（2022年 - 2023年）[12]
  - ナンバーワン戦隊ゴジュウジャー（2025年）[13]
- パワーレンジャーシリーズ
  - パワーレンジャー・ロスト・ギャラクシー（1999年）
  - パワーレンジャー・ライトスピード・レスキュー（2000年）
- 仮面ライダーシリーズ（東映・ADK・テレビ朝日）
  - 仮面ライダーアギト（2001年）[注釈 5]
  - 仮面ライダー龍騎（2002年）
  - 仮面ライダー555（2003年 - 2004年）
  - 仮面ライダーカブト（2006年）[注釈 5]
  - 仮面ライダー電王（2007年）
  - 仮面ライダーキバ（2008年）
  - 仮面ライダーディケイド（2009年）
  - 仮面ライダーW（2009年 - 2010年）
  - 仮面ライダーオーズ/OOO（2010年 - 2011年）
  - 仮面ライダーフォーゼ（2011年）
  - 仮面ライダーウィザード（2012年）
  - 仮面ライダー鎧武/ガイム（2013年 - 2014年）
  - 仮面ライダードライブ（2014年 - 2015年）
  - 仮面ライダーゴースト（2016年）
  - 仮面ライダービルド（2017年 - 2018年）
  - 仮面ライダージオウ（2018年 - 2019年）
  - 仮面ライダーゼロワン（2020年）
  - 仮面ライダーギーツ（2023年）
  - 仮面ライダーガッチャード（2023年 - 2024年）[14]
  - 仮面ライダーガヴ（2025年）
- 美少女戦士セーラームーン（2003年、東映・東映AG・電通・中部日本放送）
- Sh15uya（2005年、東映）[注釈 6]
- キューティーハニー THE LIVE（2007年 - 2008年、テレビ東京・ブロードマークス・ディープサイド）
- 非公認戦隊アキバレンジャー（2012年、東映・東映AG・BS朝日・東京MX）
  - 非公認戦隊アキバレンジャーシーズン痛（2013年、東映・東映AG・BS朝日・東京MX・サンテレビ）
- 科捜研の女（東映・テレビ朝日）
  - 第12シリーズ（2013年）
  - 第13シリーズ（2014年）
  - 第14シリーズ（2014年）
  - 第15シリーズ（2015年 - 2016年）
  - 第16シリーズ（2016年）
  - 第17シリーズ（2017年 - 2018年）
  - 第18シリーズ（2018年）
  - 第19シリーズ（2019年 - 2020年）
  - 第20シリーズ（2020年）
  - 第21シリーズ（2021年）
- 出入禁止の女〜事件記者クロガネ〜（2015年、東映・テレビ朝日）

#### 単発
- 仮面ライダーシリーズ（東映・ADK・テレビ朝日）
  - 仮面ライダーアギトスペシャル 新たなる変身（2001年）
  - 仮面ライダー龍騎スペシャル 13RIDERS（2002年）
- 特捜最前線2012　爆破0.01秒前の女（2012年、東映・東映チャンネル）
- プレイガール2012 連続誘拐殺人を暴け! 熱くてヤバくてエロい女豹たち（2012年、東映・ファミリー劇場）
- 特捜最前線×プレイガール2012（2012年、東映・東映チャンネル）
- 科捜研の女（東映・テレビ朝日）
  - 第13シリーズ 2時間スペシャル（2013年）　
  - 第16シリーズ 2時間スペシャル（2017年）
- 戦後70年ドラマスペシャル 妻と飛んだ特攻兵（2015年、東映・テレビ朝日）

### 映画
- 仮面ライダーシリーズ（東映）
  - 劇場版 仮面ライダーアギト PROJECT G4（2001年）
  - 劇場版 仮面ライダー龍騎 EPISODE FINAL（2002年）
  - 劇場版 仮面ライダー555 パラダイス・ロスト（2003年）
  - 仮面ライダー THE NEXT（2007年）
  - 劇場版 仮面ライダーキバ 魔界城の王（2008年）
  - 劇場版 超・仮面ライダー電王&ディケイド NEOジェネレーションズ 鬼ヶ島の戦艦（2009年）
  - 仮面ライダー×仮面ライダー W&ディケイド MOVIE大戦2010（2009年）
  - 仮面ライダー×仮面ライダー オーズ&ダブル feat.スカル MOVIE大戦CORE（2010年）
  - 仮面ライダー×仮面ライダー 鎧武&ウィザード 天下分け目の戦国MOVIE大合戦（2013年）
  - 劇場版 仮面ライダーアマゾンズ Season1 覚醒（2018年）[15]　※後述のAmazon プライム・ビデオ作品の劇場用総集編
  - 劇場版 仮面ライダーアマゾンズ Season2 輪廻（2018年）[16]　※後述のAmazon プライム・ビデオ作品の劇場用総集編
  - 劇場版 仮面ライダージオウ Over Quartzer（2019年）
  - 映画 仮面ライダーガッチャード ザ・フューチャー・デイブレイク（2024年）[17]
- 小さき勇者たち〜ガメラ〜（2006年、角川映画）
- サルベージ・マイス（2011年、ティ・ジョイ）
- 忍たま乱太郎 夏休み宿題大作戦!の段（2013年、東映）
- セイバー+ゼンカイジャー スーパーヒーロー戦記（2021年、東映）[18]
- スーパー戦隊シリーズ（東映）
  - 暴太郎戦隊ドンブラザーズ THE MOVIE 新・初恋ヒーロー（2022年、東映）
  - ナンバーワン戦隊ゴジュウジャー 復活のテガソード（2025年、東映）[19]

### オリジナルビデオ
- 忍者戦隊カクレンジャー スーパービデオ 秘伝之巻（1994年、講談社）
- 超力戦隊オーレンジャー スーパービデオ 隊員手帳（1995年、講談社）
- 超力戦隊オーレンジャー スーパービデオ オーレ！超力情報局（1995年、講談社）
- 激走戦隊カーレンジャー スーパービデオ（1996年、講談社）
- 電磁戦隊メガレンジャーVSカーレンジャー（1998年、東映ビデオ）
- 仮面ライダーオーズ 10th 復活のコアメダル（2022年、東映ビデオ）[20]
- 仮面ライダー555 20th パラダイス・リゲインド（2024年、東映ビデオ）

### ネットムービー
- 仮面ライダーアマゾンズ（2016年、東映・Amazonプライム・ビデオ）
  - 仮面ライダーアマゾンズ シーズン2（2017年、東映・Amazonプライム・ビデオ）
- ネット版 仮面ライダーオーズ 復活のコアメダル・序章（2022年、東映特撮ファンクラブ）
  - ネット版 仮面ライダーオーズ バースX誕生・序章（2022年、東映特撮ファンクラブ）

### ミュージックビデオ
- 吉川晃司「Nobody's Perfect」（2010年）

### 脚本
- スワッピング・スクール（1996年、ピンクパイナップル）松井昇との共同脚本

### 舞台
- 星屑たちのfootage（フッテージ）[21]（2010年初演、2011年再演、劇団 球）作：田口萌
- おれの舞台[22]（2013年、劇団たいしゅう小説家）脚本：井上敏樹

## その他の参加作品
- 仮面ライダーシリーズ（東映）
  - 劇場版 仮面ライダーディケイド オールライダー対大ショッカー（2009年）「仮面ライダーW」演出協力
  - 仮面ライダーW FOREVER AtoZ/運命のガイアメモリ（2010年）「仮面ライダー オーズ」演出協力
  - 劇場版 仮面ライダーエグゼイド トゥルー・エンディング（2017年）「仮面ライダービルド」演出協力
  - 劇場版 仮面ライダービルド Be The One（2018年）「仮面ライダージオウ」演出協力
  - シン・仮面ライダー（2023年）ロケハン協力
  - 映画 仮面ライダーギーツ 4人のエースと黒狐（2023年）「仮面ライダーガッチャード」演出協力